# Medici-lejonen

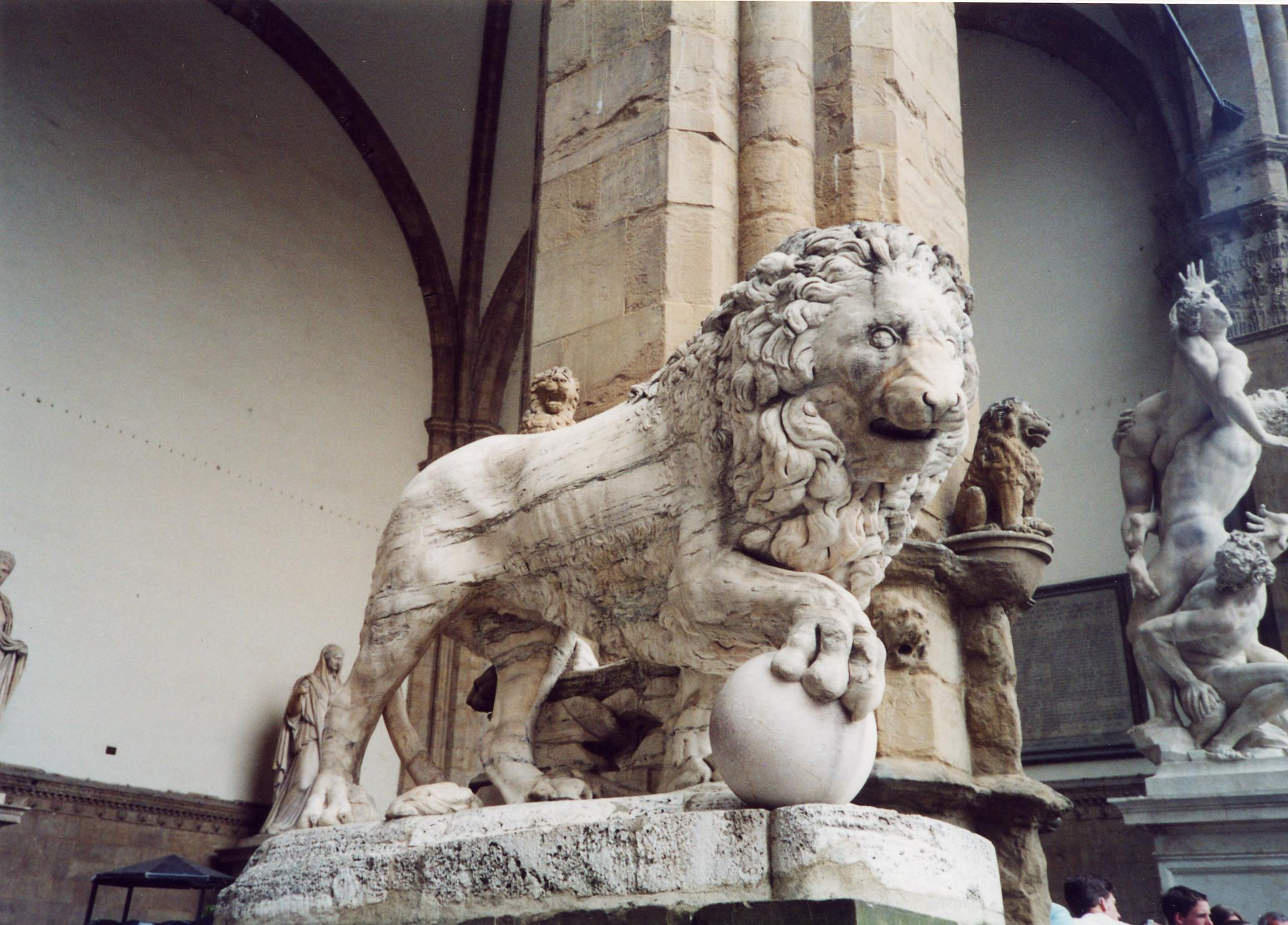
Det äldsta Medici-lejonet, i Florens.

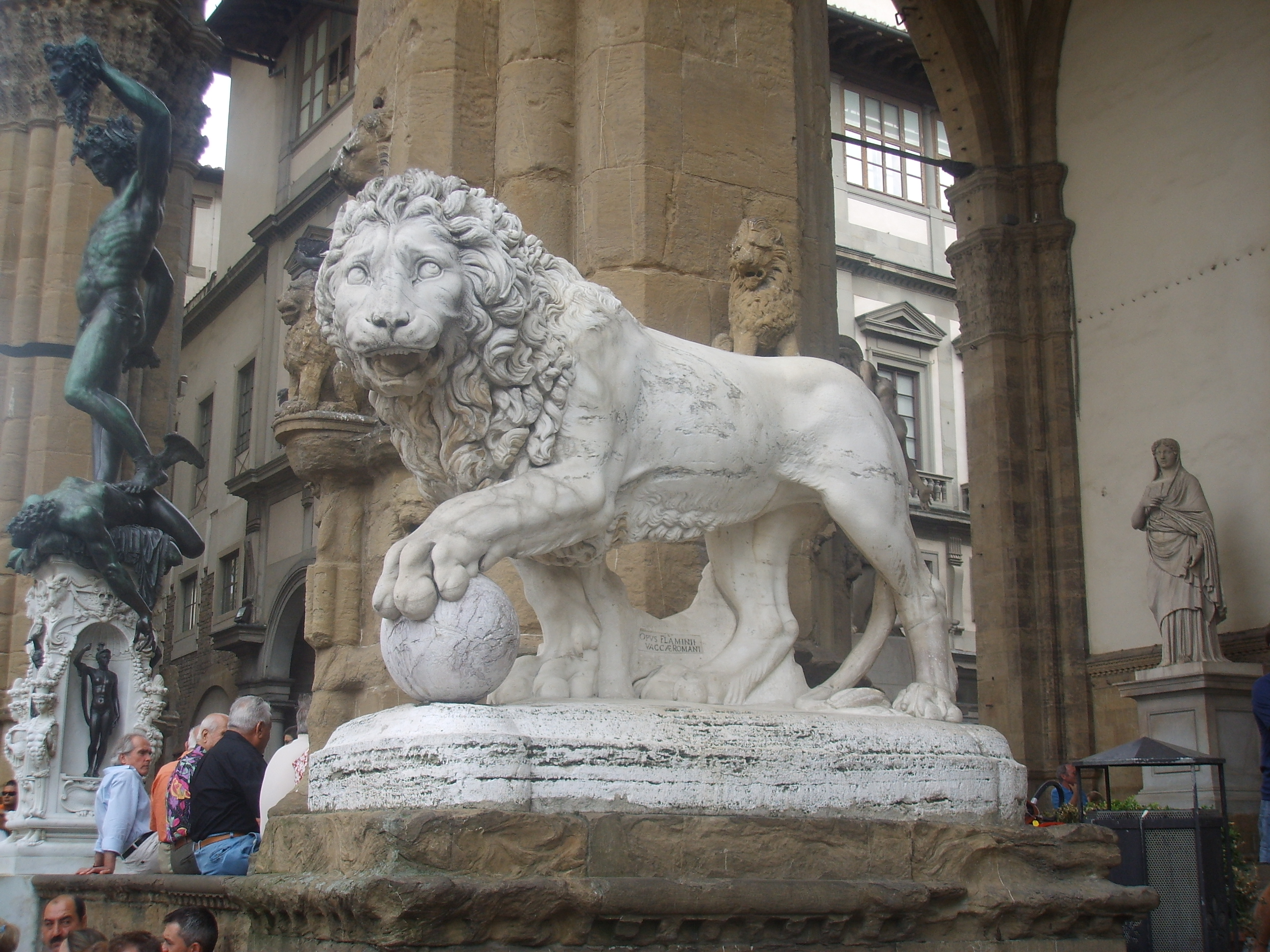
Vaccas lejon.

Medici-lejonen är två marmorskulpturer av lejon uppförda i slutet av 1500-talet vid Villa Medici i Rom, och sedan 1789 placerade i Loggia dei Lanzi vid Piazza della Signoria i Florens. Den ena skulpturen var en omarbetning av en antik relief. Skulpturerna avbildar stående lejonhanar som tittar åt sidan och har en sfär eller boll under ena tassen.
Skulpturerna har blivit kopierade och tjänat som förebild till liknande offentliga skulpturer på över 30 andra platser.

## Historik
Skulpturerna beställdes av Ferdinand I av Toscana för Villa Medici som han förvärvat 1576.
Det första lejonet var ursprungligen en antik relief från 100-talet som omarbetades av Giovanni di Scherano Fancelli. Det andra lejonet utfördes som en pendang av Flaminio Vacca, från ett kapitäl från Jupitertemplet.

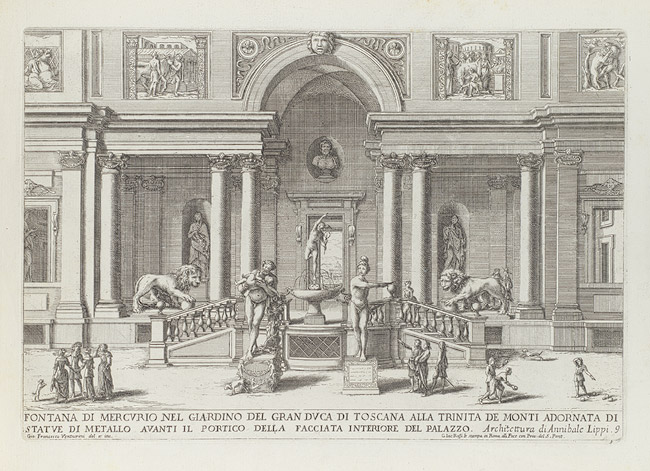
De ursprungliga Medici-lejonen vid Villa Medici 1691
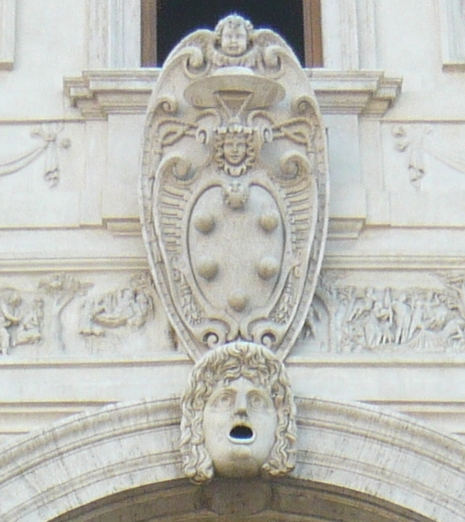
Huset Medicis vapensköld med fem bollar, ovan Loggia dei leoni

## Medici-lejon i Sverige
- De snarlika Slottslejonen vid Stockholms slott (1700-1704).
- Kopior av Vaccas Medici-lejon:
  - Kopia i brons, del av Lejonet och svinet, i Konstakademiens hus, Stockholm (1735?).[1]
  - Kopia i brons vid Kungliga Konsthögskolans entré på Skeppsholmen, Stockholm (1995).[1]
  - Kopia i brons av Heinrich Mueller utanför polisstationen i Nacka strand, Nacka (1996).[2]